# 卡普夫角
卡普夫角（英語：Karpf Point），是南極洲的海岬，位於葛拉漢地的弗因海岸，處於瓦特達爾山以南6公里，以維也納的圖書管理員命名，現時由南極條約體系管理。